# Shah Hussain Shah
Shah Hussain Shah (Londres, 8 de junio de 1993) es un deportista pakistaní que compite en judo. Ganó dos medallas de bronce en el Campeonato Asiático de Judo en los años 2013 y 2015.

## Palmarés internacional
| Campeonato Asiático | Campeonato Asiático | Campeonato Asiático | Campeonato Asiático |
| Año                 | Lugar               | Medalla             | Categoría           |
| ------------------- | ------------------- | ------------------- | ------------------- |
| 2013                | Bangkok (Tailandia) | Medalla de bronce   | –100 kg             |
| 2015                | Kuwait (Kuwait)     | Medalla de bronce   | –100 kg             |